# Ytri(III) fluoride
Ytri(III) fluoride là một hợp chất vô cơ có công thức hóa học là YF3. Hợp chất này không có dạng tinh khiết mà thường tồn tại dưới dạng hỗn hợp. Các khoáng vật fluoride có chứa ytri bao gồm tveitite-(Y) (Y,Na)6Ca6Ca6F42 và gagarinite-(Y) NaCaY(F,Cl)6. Đôi khi các khoáng vật fluoride có thể chứa phụ gia của ytri.

## Tổng hợp
YF3 có thể được tổng hợp bằng cách cho fluor phản ứng với ytri(III) oxide hoặc ytri hydroxide với acid hydrofluoric:
Y(OH)3 + 3HF → YF3 + 3H2O

## Sự xuất hiện và sử dụng
Nó thường xuất hiện dưới dạng khoáng vật waimirite-(Y).
Ytri(III) fluoride có thể được sử dụng để sản xuất kim loại ytri, màng mỏng, thủy tinh và đồ gốm.

## Nguy hiểm
Các điều kiện/các chất cần tránh xa hợp chất này là: acid, kim loại có mức độ hoạt động hóa học mạnh (Natri, Kali, Lithi, ...) và hơi ẩm.